# ۱۴۹۲: فتح بهشت
۱۴۹۲: فتح بهشت (به انگلیسی: 1492: Conquest of Paradise) یا ۱۴۹۲: کریستف کلمب (به فرانسوی: 1492: Christophe Colomb) نام فیلم حماسی از ریدلی اسکات دربارهٔ کریستف کلمب و فتح قارهٔ آمریکا است. ژرار دوپاردیو بازیگر نقش اول این فیلم است.
این فیلم محصول سال ۱۹۹۲ است.

## خلاصه داستان
«کریستوفر کلمب» اعتقاد دارد که کرهٔ زمین گرد است و برای دستیابی به سرزمین‌های بکر و ثروتمند باید در اقیانوس به طرف غرب حرکت کرد. سرانجام در سوم اوت سال ۱۴۹۲، «کلمب» با سه کشتی «پینتا»، «نینیا» و «سانتا ماریا» رهسپار دریا و کشف قارهٔ نو می‌شود…

## بازیگران
- ژرار دوپاردیو در نقش کریستف کلمب
- آرماند آسانته
- سیگورنی ویور در نقش ایزابلای یکم (کاستیا)
- لورن دین
- آنخلا مولینا
- فرناندو ری
- میکائیل وینکات
- چکی کاریو
- کوین دان
- فرانک لانگلا
- مارک مارگولیس
- آرنولد وسلو
- استیون ودینگتون
- خوان دیه‌گو بوتو
- جک تیلور (هنرپیشه)
- آچرو مانیاس
- فرناندو گی‌ین کوئربو
- جان هفرنان